# 글레이즈

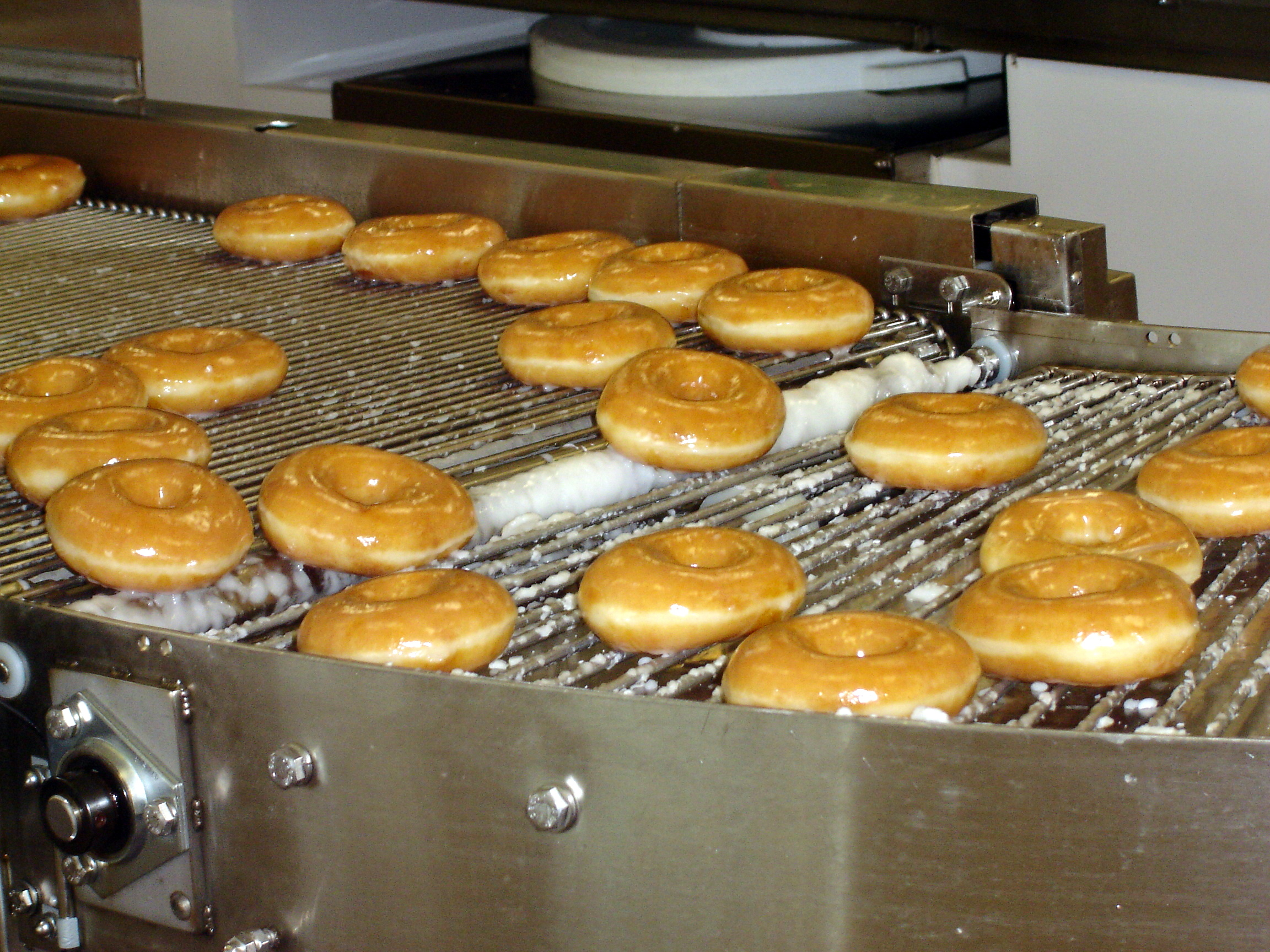
개방된 이동 건조대에서, 글레이즈를 도넛에 떨어뜨려 코팅한 모습.

조리에서의 "글레이즈"란 광택이 나는 물질(단맛이나 감칠맛이 난다.)을 음식에 코팅하는 것을 말한다. 보통 물질에 음식을 담그거나(Dipping), 음식에 물질을 떨어뜨리거나(Dripping), 붓을 이용하는 방법을 취한다.
달걀 흰자와 기본 아이싱이 글레이즈에 쓰인다. 종종 버터, 설탕, 우유, 그리고 코코넛 기름이 쓰이기도 한다. 예를 들어, 도넛 글레이즈는 가루 설탕과 물을 섞은 것에 도넛을 담가 만든다. 또한 일부 페이스트리 반죽은 달걀 흰자를 붓으로 코팅한다. 또한 글레이즈는 과일이나 과즙을 넣어 만들어지기도 하고, 종종 페이스트리에 적용되기도 한다. 2016년에는 러시아의 한 제과업자의 인스타그램이 세계적으로 입소문을 타면서, '앙뜨르메'라는 글레이즈 케이크가 인기를 끌었다.
아이싱 케이크와 대조적으로, 이 페이스트리에는 '미러 글레이즈,' 즉 표면에서 물체가 반사될 정도의 광택을 더하는 글레이즈를 사용한다. 감칠맛이 나는 글레이즈는 고기나 채소 육수를 졸여 만들어지기도 한다. 일부 사탕이나 과자는 식용 광택제로 코팅될 수 있다.  "글레이즈드 개먼" 요리는 글레이즈를 이용하여 만든 햄 요리이다.

## 역사
일반적으로, 중세 영국의 글레이즈는 '엘리자베스 글레이즈'였다. 가볍게 휘저은 달걀 흰자와 설탕으로 만들어졌으며, 그 시대 페이스트리 대부분에 쓰였다.

## 같이 보기
- 광택제
- 아이싱
- 미트 글레이즈
- 드미글라스
- 커버추어 초콜릿
- 마롱 글라세
- 페이스트리 브러쉬
- 스웨팅
- 엔로버